# Katschthaler János Katholikus ágazatos hittana
Katschthaler János Katholikus ágazatos hittana, pontos – bár más műveknél is előforduló – címén Katholikus ágazatos hittan egy nagy terjedelmű 19. századi teológiai mű.

## Leírás
Az alkotás eredetileg nem magyar munka, a szerző valójában Johannes Katschthaler (1832–1914) salzburgi érsek volt. Magyar nyelvre Kiss János fordította, kiadója pedig a Szent István Társulat volt. A 6 díszes borítójú kötet összesen körülbelül 2900 oldalon tárgyalja a Római katolikus egyház hitrendszerét, és terjedelmében máig egyedülálló a maga nemében. Napjainkig sem elektronikus, sem reprint kiadás nem készült róla.

## Kötetbeosztás
| Kötetszám  | Kötetcím                                                                                            | Kiadási év | Oldalszám |
| ---------- | --------------------------------------------------------------------------------------------------- | ---------- | --------- |
| I. kötet   | Istenről önmagában. – A teremtő Istenről                                                            | 1896       | 485 oldal |
| II. kötet  | Az áteredő bünről. – A megtestesülésről és a megvalósulásról                                        | 1897       | 415 oldal |
| III. kötet | A szentmalasztról                                                                                   | 1898       | 427 oldal |
| IV. kötet  | A szentségekről általában. – A keresztségről, a bérmálásról, az oltáriszentségről és a szentmiséről | 1898       | 520 oldal |
| V. kötet   | A bűnbánat szentségéről, az utolsó kenetről, az egyházi rendről és a házasságról                    | 1898       | 404 oldal |
| VI. kötet  | Isten országának befejezéséről                                                                      | 1899       | 629 oldal |